# Artabotrys insignis
Artabotrys insignis Engl. & Diels – gatunek rośliny z rodziny flaszowcowatych (Annonaceae Juss.). Występuje naturalnie w Sierra Leone, Wybrzeżu Kości Słoniowej, Ghanie, Kamerunie, Gabonie oraz Kongo. 

## Morfologia
PokrójZimozielone liany.
LiścieMają podłużny kształt. Mierzą 7–20 cm długości oraz 3–10 cm szerokości. Nasada liścia jest klinowa. Wierzchołek jest spiczasty.
KwiatySą pojedyncze lub zebrane po 2–3 w kwiatostany. Rozwijają się w kątach pędów. Płatki mają eliptyczny kształt i żółtą barwę, osiągają do 30 mm długości.
OwoceTworzą owoc zbiorowy. Mają jajowaty kształt. Osadzone są na długich szypułkach.

## Zmienność
W obrębie tego gatunku wyróżniono jedną odmianę:
- Artabotrys insignis var. concolor (Pellegr.) Le Thomas